# Jakopovec
Jakopovec falu Horvátországban, Varasd megyében. Közigazgatásilag Jalžabethez tartozik.

## Fekvése
Varasdtól 9 km-re délkeletre, községközpontjától 5 km-re nyugatra a Drávamenti-síkság szélén, az A4-es autópálya mellett fekszik.

## Története
A régészeti leletek tanúsága szerint területe már az őskorban is lakott volt. A leendő Zágráb - Goričan autópálya építkezésének régészeti leletmentő munkái során 2002/2003-ban találtak rá a falu közelében fekvő „Blizna” régészeti lelőhelyre. A feltárás során őskori házak padlószintjét, valamint több tucat kerámia- és fémtöredéket találtak, amelyek a neolitikumhoz (Korenovo-kultúra), a kőrézkor hoz (Lasinja-kultúra), a késő bronzkorhoz (urnamezős kultúra) és a késő vaskorhoz (kelták, La Tène-kultúra) tartoznak. Ugyancsak találtak a római korhoz, a népvándorláshoz, valamint a középkorhoz tartozó lelteket is. Így megállapítható, hogy az itteni település az őskortól a középkor végéig folyamatosan lakott volt. A lelőhely elhelyezkedése szempontjából rendkívül kedvező volt a Blizna-patak közelsége és kedvező fekvése, mivel a széles és termékeny Dráva-völgy itt csatlakozik Varasdi-hegység lejtőihez.
A falunak 1857-ben 393, 1910-ben 592 lakosa volt. 1920-ig  Varasd vármegye Novi Marofi járásához tartozott, majd a Szerb-Horvát-Szlovén Királyság, később Jugoszlávia része lett. 2001-ben a falunak 131 háza és 487 lakosa volt.

## Nevezetességei
- Barokk Szent Jakab kápolnája. A kápolna a falu központjában, egy kis tisztáson található, apszisa mögött temetővel. A kápolnát az 1334-es plébániai összeírás már említi. A mai épület megőrizte a középkori templom méreteit, a 19. század 1. felében végzett bővítésekkel. A kápolna keletelt, egyhajós, alacsonyabb és keskenyebb, félköríves apszissal, a bejárat feletti harangtoronnyal. A teljes belső teret növényi motívumokkal, valamint angyalok és angyalfejek motívumaival készített falfestmény díszíti, amelyet Julija Merlić varasdi festőművész készített 1949-ben.[3]
- Szent Jakab-szobor. A szobornak négyzet alakú talapzata van, amelyre keresztet, és a következő szöveget faragták: „Sveti Jakob moli za nas.[4]”. Szent Jakab függőleges redőkből álló hosszú ruhában áll. Jobb kezében bot, dereka körül vizes palackok, hátán széles karimájú kalap látható. A szobor ennek e vidék barokk kőszobrainak értékes példája.[5]

## Külső hivatkozások
- A község hivatalos oldala